# ブリアンツァ急行線
ブリアンツァ急行線（ブリアンツァきゅうこうせん、伊: Linee celeri della Brianza）は、かつて計画された高速トラム・プロジェクトである。
都市間トラムであるミラノ - カラーテ間およびミラノ - リンビアーテ間を置き換えるために、ミラノ市のATM技術者によって1959年に計画されたが、実現することはなかった。
同様のプロジェクトには、現在のミラノ地下鉄M2線として組み込まれたアッダ急行線があり、ミラノ - ゴルゴンゾーラ間で部分的に実現されている。

## プロジェクト
当プロジェクトは、以下の3区間から成っていた。
- ミラノ - カラーテ間
- ミラノ - リンビアーテ間
- セナーゴ - ガルバニャーテ間

路線の全体的な開発として、6トンネル、35駅（その内、ミラノ・マチャキーニ、ブレッソ、デージオ、セレーニョおよびカラーテの5駅が地下駅）を含む延長39キロメートルと想定された。
また、路線は電化された複線であった。
ミラノの終点として、4本の線路を有するために、地下鉄2号線のガリバルディFS駅内を予定していた。
ブリアンツァ急行線に予定していた2本の線路は使用されず、それらの用地は放置された状態のままである。
その後、現在の新しいパルマノーヴァに沿っているアッダ線と同様に、路線は（その年に開通した）エンリコ・フェルミ通りに沿った経路を予定していた。
ブリアンツァ線に予定された帯には緑地が使用されており、今日でも見ることができる。
長い2本の地下道が建設されており、現在道路交通で利用されているベルト鉄道に対しての1本、後に単線のリンビアーテ用のトラムで利用されている、ルビコーネ通りのOroboni陸橋に対しての1本であった。
乗り心地と性能（加速と急勾配）を改善するために、当プロジェクトではガイド付き軌道上にてタイヤ式車両の使用を予定していた。